# 레전드 파이팅 챔피언십
레전드 파이팅 챔피언십(Legend Fighting Championship)은 홍콩의 종합격투기 단체다. 2013년 4월 말레이시아 대회를 끝으로 활동 중지했다.